# Kathedrale von Troyes

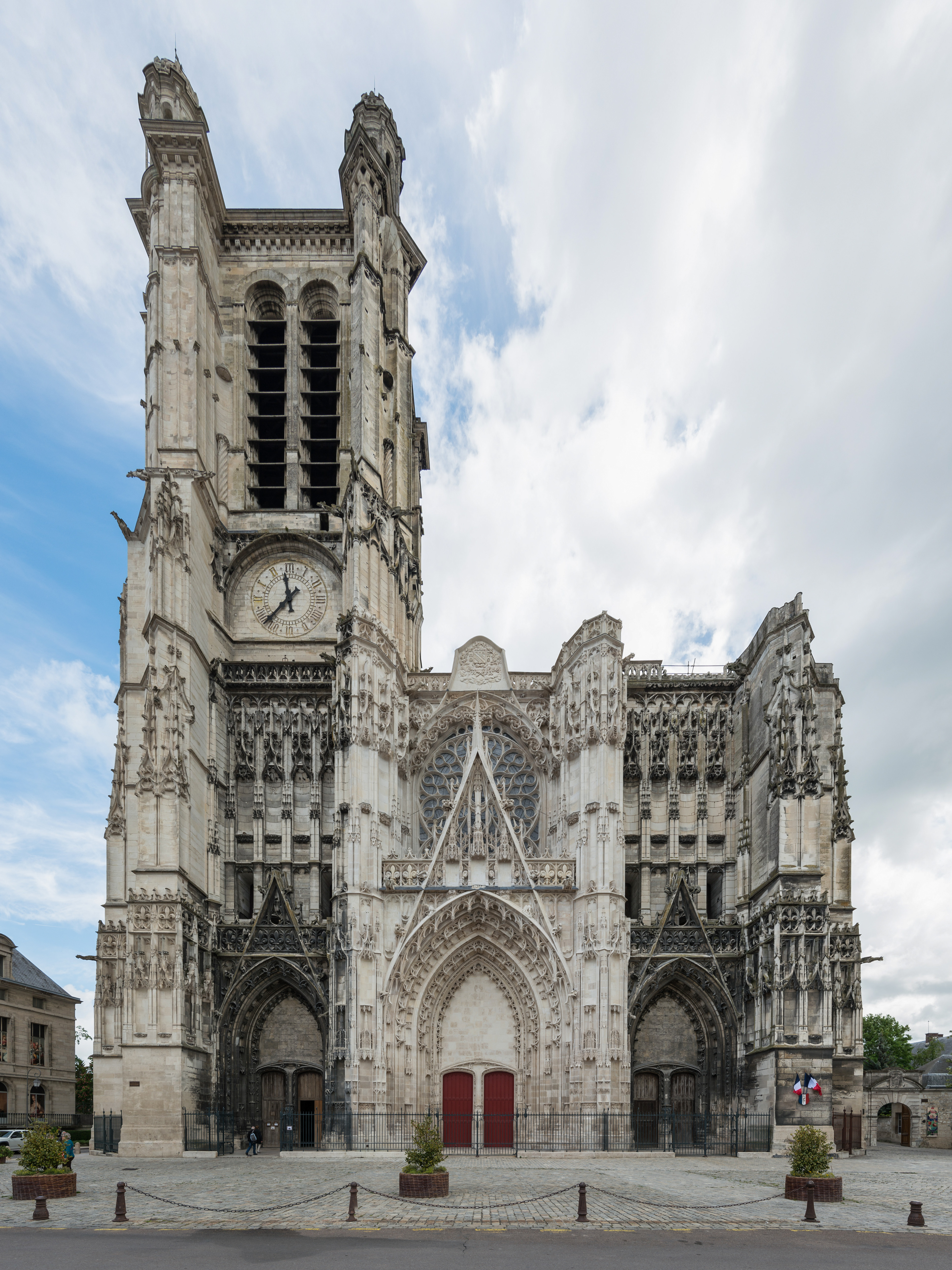
Kathedrale von Troyes

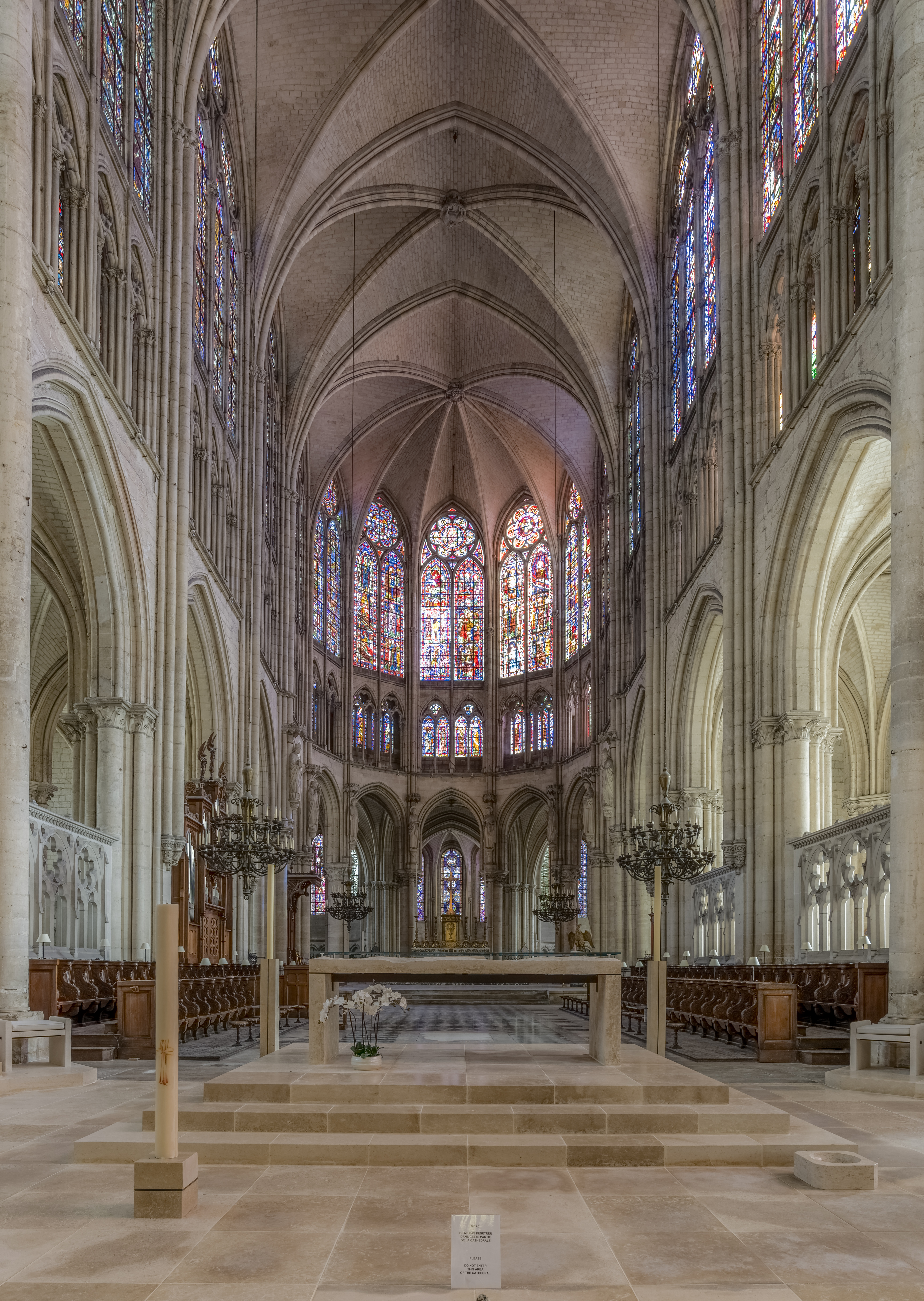
Chor

Die Kathedrale von Troyes, Cathédrale Saint-Pierre-et-Saint-Paul de Troyes, ist die Kathedrale des römisch-katholischen Bistums Troyes in Troyes in der Champagne. Sie zählt zu den Hauptwerken der französischen Gotik.

## Geschichte
Die Kathedrale steht auf einem Gelände, dessen christliche Tradition bis ins 4. Jahrhundert zurückgeht. Der erste Kathedralbau wird mit dem Namen des heiligen Bischofs Lupus im 5. Jahrhundert verbunden. Nach den Zerstörungen durch die Wikinger entstand eine frühromanische Kathedrale, die um 1000 vollendet war. 
Der heutige gotische Bau wurde um das Jahr 1200 begonnen. Im 13. Jahrhundert entstanden der Chor und das Querhaus, im 14. das Langhaus. Unterbrochen durch Krieg, Brand- und Sturmzerstörungen und durch Geldmangel wurden die Bauarbeiten erst im 17. Jahrhundert mit der Westfassade beendet. Von den beiden Türmen wurde nur der Petrus-Turm (Nordturm) vollendet. Der geplante Paulus-Turm (Südturm) wurde nicht gebaut.

## Bau und Ausstattung
Die Kathedrale, eine fünfschiffige, kreuzförmige Basilika mit Chorumgang und Kapellenkranz, ist 114 Meter lang und 50 Meter breit. Der Nordturm ist 62,3 Meter hoch.
Die Architektur ist durch eine nahezu vollständige Auflösung der Obergadenwände in Glasflächen gekennzeichnet. An der Querhausfensterrose sind sogar die Eckzwickel hinter dem Hochschiffgewölbe verglast worden.
Der reiche Figurenschmuck der Portalfassade wurde während der Französischen Revolution zerstört. Dagegen blieben die bedeutenden gotischen Bildfenster größtenteils erhalten. Während der beiden Weltkriege waren sie ausgelagert.

### Orgeln

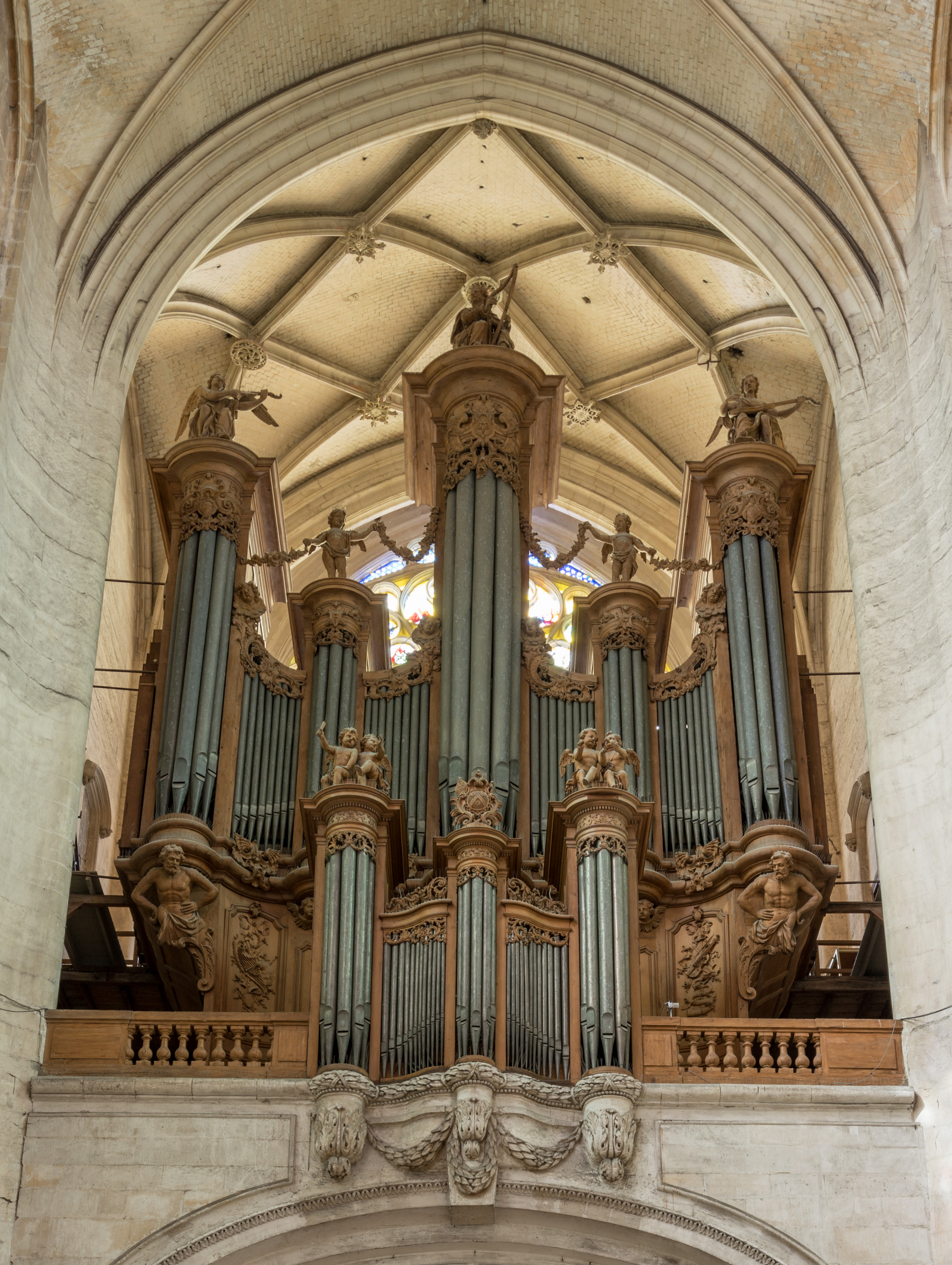
Hauptorgel

Die Geschichte der Orgeln der Kathedrale lässt sich bis ins 14. Jahrhundert zurückverfolgen. Um das Jahr 1365 existierte bereits eine (erste) Orgel; das Instrument stand nördlich des Chores im ersten Bogen und ist 1792 abgebaut worden. 
Die heutige große Orgel auf der Westempore stammt aus dem Zisterzienserkloster Notre-Dame de Clairvaux. Sie wurde in den Jahren 1731 bis 1736 von dem Orgelbaumeister Jacques Cochu (Châlons-en-Champagne) erbaut. 1788 wurde das Instrument von dem Orgelbauer François-Henri Clicquot überarbeitet und ergänzt, insbesondere durch den Bourdon 32′ und eine große Zungenbatterie. 1792 stand die Orgel zum Verkauf, nachdem das Kloster Notre-Dame de Clairvaux im Zuge der Französischen Revolution zu einem Gefängnis umgestaltet worden war. Das Instrument wurde zunächst in Troyes eingelagert. Nach dem Konkordat von 1801 erbaute man in der Kathedrale eine große Tribüne und stellte dort die ehemalige Abteiorgel auf. Eingeweiht wurde das Instrument 1808. Die Orgel hat 65 Register auf vier Manualwerken und Pedal. 1963 wurden das Orgelwerk, 1974 das Orgelgehäuse unter Denkmalschutz gestellt.
| I Positif C–g3 |                    |        |
| 1.             | Montre             | 8′     |
| 2.             | Bourdon à cheminée | 8′     |
| 3.             | Flûte ouverte      | 8′     |
| 4.             | Prestant           | 4′     |
| 5.             | Flûte              | 4′     |
| 6.             | Nazard             | 2 ⁄3′  |
| 7.             | Doublette          | 2′     |
| 8.             | Quarte de Nazard   | 2′     |
| 9.             | Tierce             | 1 3⁄5′ |
| 10.            | Larigot            | 1 ⁄3′  |
| 11.            | Fourniture IV      |        |
| 12.            | Cymbale III        |        |
| 13.            | Cornet V           |        |
| 14.            | Trompette          | 8′     |
| 15.            | Basson-Hautbois    | 8′     |
| 16.            | Cromorne           | 8′     |
| 17.            | Clairon            | 4′     |

| II Grand Orgue C–g3 |                    |        |
| 18.                 | Montre             | 16′    |
| 19.                 | Bourdon à cheminée | 16′    |
| 20.                 | Montre             | 8′     |
| 21.                 | Bourdon à cheminée | 8′     |
| 22.                 | Flûte ouverte      | 8′     |
| 23.                 | Gros Nazard        | 5 1⁄3′ |
| 24.                 | Prestant           | 4′     |
| 25.                 | Flûte ouverte      | 4′     |
| 26.                 | Grosse Tierce      | 3 1⁄5′ |
| 27.                 | Nazard             | 2 ⁄3′  |
| 28.                 | Doublette          | 2′     |
| 29.                 | Tierce             | 1 3⁄5′ |
| 30.                 | Fourniture II      |        |
| 31.                 | Fourniture IV      |        |
| 32.                 | Cymbale IV         |        |
| 33.                 | Cornet V           |        |
| 34.                 | Bombarde           | 16′    |
| 35.                 | Trompette          | 8′     |
| 36.                 | Clairon            | 4′     |

| III Récit expressif C–g3 |                    |    |
| 37.                      | Principal          | 8′ |
| 38.                      | Bourdon à cheminée | 8′ |
| 39.                      | Unda Maris         | 8′ |
| 40.                      | Viole              | 4′ |
| 41.                      | Doublette          | 2′ |
| 42.                      | Plein-Jeu IV       |    |
| 43.                      | Cornet V           |    |
| 44.                      | Trompette          | 8′ |
| 45.                      | Basson-Hautbois    | 8′ |
| 46.                      | Voix Humaine       | 8′ |
| 47.                      | Clairon            | 4′ |

| IV Echo C–g3 |                    |        |
| 48.          | Bourdon à cheminée | 8′     |
| 49.          | Flûte ouverte      | 4′     |
| 50.          | Nazard             | 2 ⁄3′  |
| 51.          | Quarte de Nazard   | 2′     |
| 52.          | Tierce             | 1 3⁄5′ |
| 53.          | Cymbale III        |        |
| 54.          | Cromorne           | 8′     |

| Pédale C–g1 |              |     |
| 55.         | Bourdon      | 32′ |
| 56.         | Bourdon      | 16′ |
| 57.         | Flûte        | 16′ |
| 58.         | Bourdon      | 8′  |
| 59.         | Flûte        | 8′  |
| 60.         | Prestant     | 4′  |
| 61.         | Flûte        | 4′  |
| 62.         | Fourniture V |     |
| 63.         | Bombarde     | 16′ |
| 64.         | Trompette    | 8′  |
| 65.         | Clairon      | 4′  |

Die Chororgel wurde 1865 von dem Orgelbauer Joseph Merklin erbaut und 1987 durch den Orgelbauer Laurent Plet restauriert. Das Instrument hat 13 Register auf zwei Manualwerken. Das Schwellwerk (Récit expressif) hat einen verkürzten Umfang. Das Pedal hat keine eigenen Register.
| I Grand Orgue C–f3 |     |
| Bourdon            | 16′ |
| Montre             | 8′  |
| Bourdon            | 8′  |
| Salicional         | 8′  |
| Prestant           | 4′  |
| Trompette          | 8′  |
| Clairon            | 4′  |

| II Récit expressif c0–f3 |    |
| Dulciana                 | 8′ |
| Flûte harmonique         | 8′ |
| Voix céleste             | 8′ |
| Bourdon harmonique       | 8′ |
| Flageolet                | 2′ |
| Hautbois                 | 8′ |
| Tremolo                  |    |

| Pédale C–d1 |
| angehängt   |

### Glocken
Im Nordturm hängt ein vierstimmiges Geläut. Die größte Glocke, der „Bourdon“, trägt den Namen „Petrus Carolus“; sie wiegt 4800 kg und hat den Schlagton fis0. Die übrigen Glocken („Paulus Anna“, „Savinius“ und „Maria“) haben die Schlagtöne gis0, ais0 und h0.

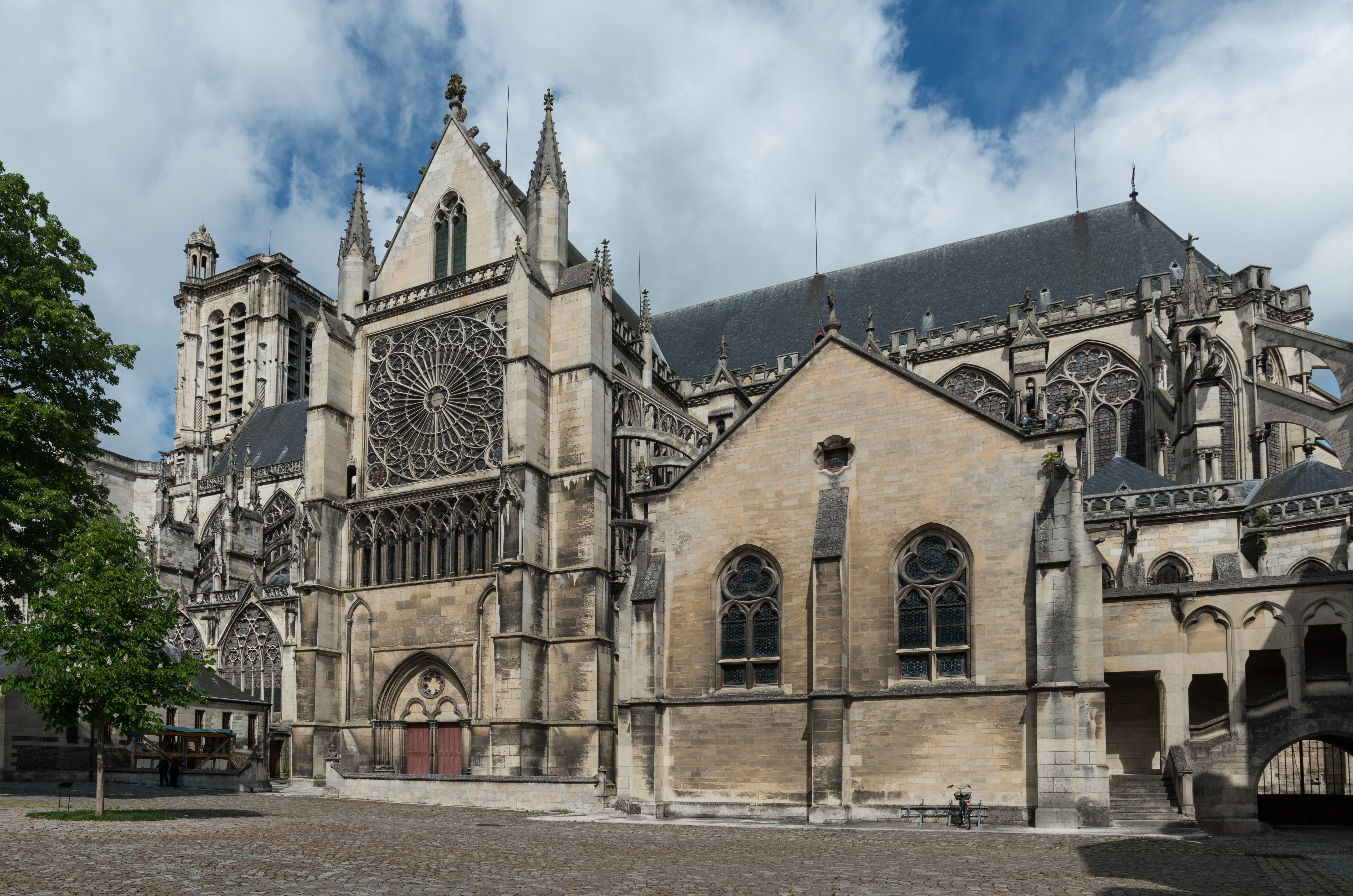
Südseite
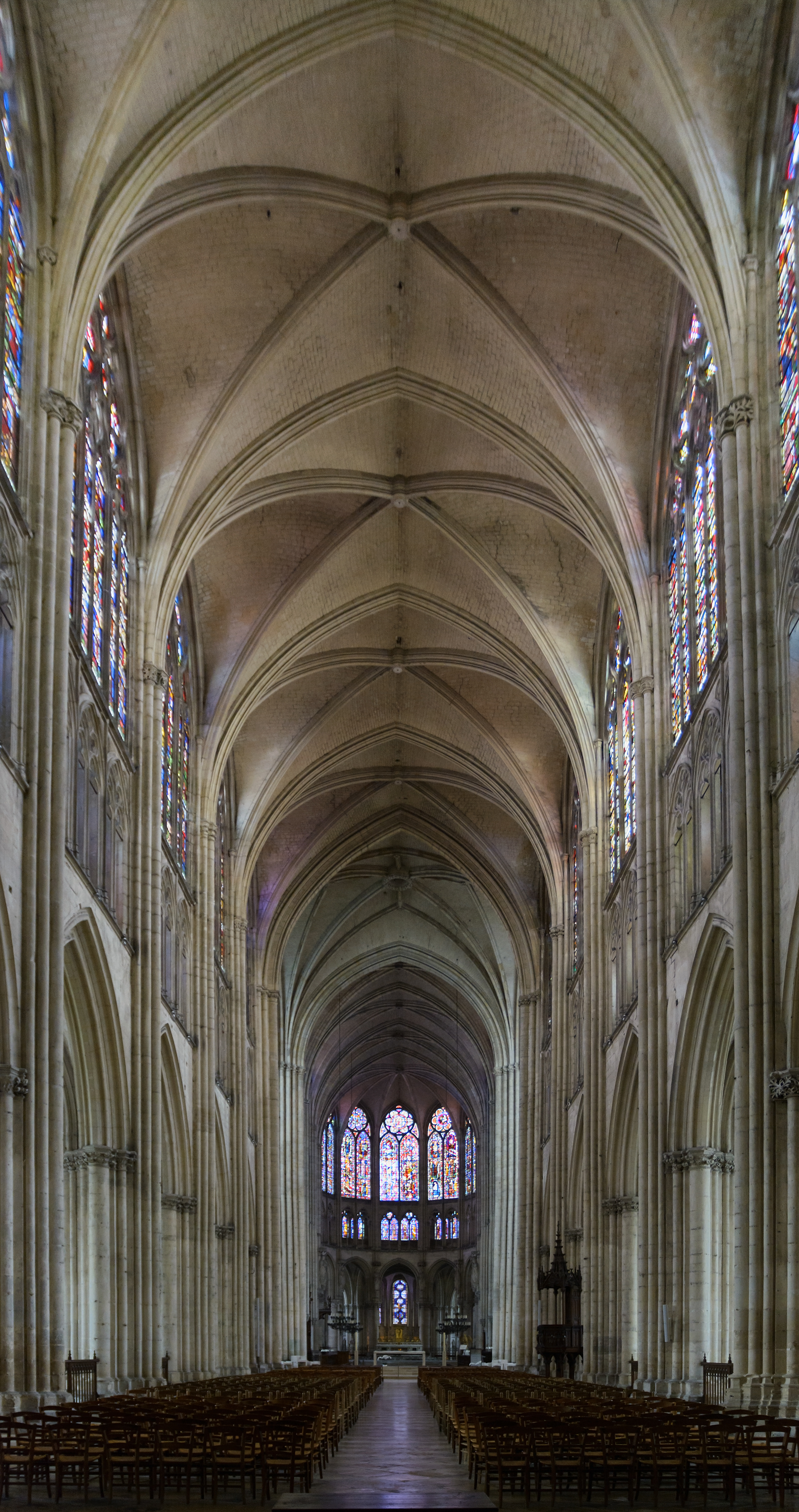
Blick durch das Langhaus
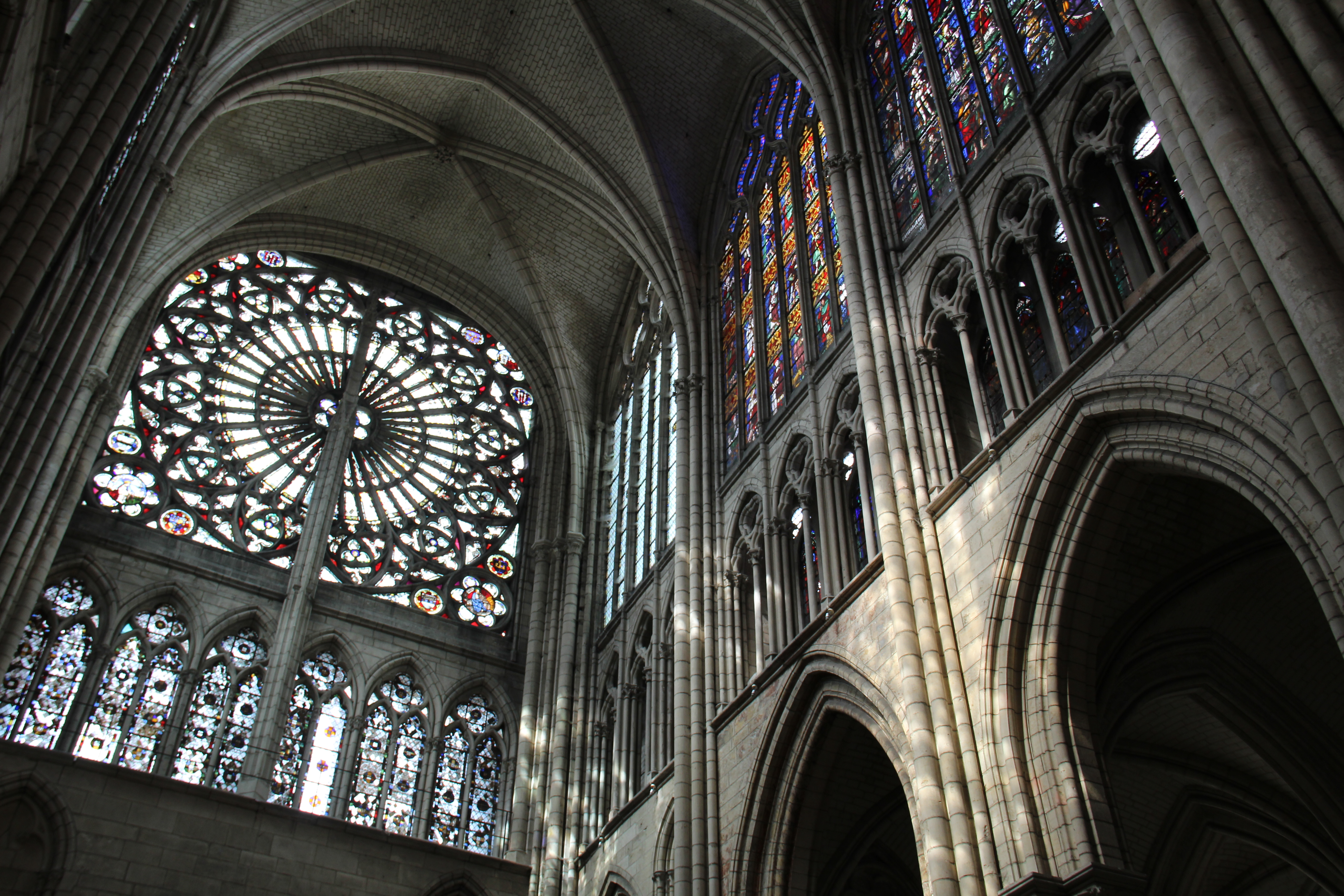
Fenster im Querhaus